# Bros 'n' Beasts
Bros 'n' Beasts je česká indie-pop-rocková kapela. Vznikla v roce 2009 spojením původní kapely Another Way s Američanem Scottem De Castro, dřívějším frontmanem kapely TBA.

## Historie
První písní, natočenou kapelou Bros 'n' Beasts je skladba "Eye to Eye". K této skladbě byl natočen i videoklip, který v říjnu 2009 nasadila do vysílání česká hudební televize Óčko.[zdroj?] V prosinci 2009 uspořádali první série koncertů v rámci turné "Bandzone Myspace chudých Tour" a na silvestra 2009 vystoupili v posledním vysílání pořadu ČT Noc s Andělem. V únoru 2010 vystoupili na Óčko Awards 2009 a umístili se v soutěži RGM Livespace (3-4. místo).
V létě 2010 dokončili debutové album On a Limb s producenty Šmitym (ex-The Prostitutes, Roe-Deer) a Borisem Carloffem (Sunshine, Kryštof). On a Limb vyšla u labelu Championship music. V listopadu 2010 pak skladbu "Innocence" nasadilo do rotace rádio Rockzone.[zdroj?]
V letech 2011 a 2012 kapela natočila dvě nové písně – "Every 2nd" a "Gremlin" s videoklipy.
Na podzim roku 2014 chystali Bros 'n' Beasts novou desku, kterou produkoval americký producent Geoff Tyson. Ten spolupracoval také např. s Duran Duran nebo Queens of the Stone Age.

## Členové
- Scotty De Castro – guitar/vocals
- Vojtěch Lambert – drums
- Martin Lambert – guitar
- Ondřej Jirman – bass

## Diskografie
- On a Limb (2010)[3]
- Gremlin (Single 2012)
- Every 2nd End (Single 2012)
- Living in the Now (2014)
- 1984 (A-Side Single 2014)
- Punk (B-Side Single 2014)